# Элькабец, Ронит
Ронит Элькабец (ивр. רונית אלקבץ‎; 27 ноября 1964, Беэр-Шева — 19 апреля 2016, Тель-Авив) — израильская киноактриса, сценарист и режиссёр. Элькабец, известная ролями в израильских и французских лентах, трижды завоёвывала премию «Офи́р» за лучшее исполнение женской роли, была лауреатом наград Международного кинофестиваля в Салониках и Иерусалимского международного кинофестиваля (как актриса), кинофестивалей в Иерусалиме, Анкаре, Осло, Чикаго (как сценарист и режиссёр).

## Биография
Ронит Элькабец родилась в 1964 году в Беэр-Шеве в семье репатриантов из Марокко, в которой была первой из четырёх детей и единственной дочерью. Некоторое время спустя она с семьёй переехала на север Израиля, в Кирьят-Ям. В семье она с детства выучила, помимо иврита, арабский и французский языки.
Яркая внешность Ронит — белоснежная кожа и блестящие чёрные волосы — привели к тому, что ей прочили карьеру модели, и по окончании срочной военной службы она собиралась поступать в ведущую местную школу модного дизайна, но в это время её пригласили на пробы — как она поначалу считала, для рекламного ролика. Оказалось, однако, что это пробы художественного фильма, и в итоге в 1990 году на экран вышла первая картина с участием Элькабец — «Предназначенный» (המיועד‎), где она сыграла современную ведьму, способную зажигать огонь силой воли. В 1994 году роль в фильме «Дурной глаз» (שחור‎, «Шхур»), рассказывающей о марокканской семье, исповедующей особую религию, включающую элементы белой магии, принесла Элькабец первую в карьере премию Израильской академии кино (позже получившую название «Офи́р») как лучшей исполнительнице главной женской роли.
В 1997 году Элькабец поехала в Париж, чтобы заниматься в студии авангардной труппы Theatre du Soleil под руководством Арианы Мнушкиной; в годы учёбы она зарабатывала на жизнь как официантка, но в 2001 году появилась и на французских киноэкранах, сыграв одну из главных ролей в комедии «Контролируемое происхождение» (в США лента шла в прокате как «Сделано во Франции»). В тот же год она завоевала второй за карьеру «Офир» — за главную роль в фильме Довера Косашвили «Поздняя женитьба» (חתונה מאוחרת‎), где сыграла разведённую мать-одиночку, чей роман со студентом-докторантом оказывается под угрозой из-за того, что его родители настаивают для него на традиционном религиозном браке. Лента, традиционно для израильских картин стартовавшая в единственном зале, вызвала такой ажиотаж в стране, что на следующей неделе шла уже в десятке кинотеатров, а всего её посмотрели в Израиле 150 тысяч зрителей. Фильм также получил высокие оценки за пределами Израиля, попав в программу Un Certain Regard Каннского кинофестиваля. В 2004 году награду Каннского фестиваля «Золотая камера» получил фильм Керен Едайи с участием Ронит Элькабец «Моё сокровище» (ивр. ‏אור (האוצר שלי)‏‎‎); в этой ленте Элькабец играет стареющую проститутку, пытающуюся растить дочь.
2004 год был также ознаменован выходом на экран кинофильма «И взять себе жену» (ולקחת לך אישה‎), в котором Ронит Элькабец не только сыграла роль Вивиан Амсалем, но и выступила в качестве сценариста (написав сценарий за три недели) и режиссёра вместе со своим младшим братом Шломи. Эта картина стала первой в кинотрилогии, второй и третий фильмы которой — «Семь дней» (שבעה‎, «Шива́») и «Развод» (גט‎, «Гет») — вышли соответственно в 2008 и 2014 годах. В основу истории семьи Амсалем Ронит и Шломи положили историю несчастливого брака своей собственной матери — парикмахерши, выданной замуж за глубоко религиозного работника почтового ведомства. Фильм «И взять себе жену» получил приз зрительских симпатий на Венецианском кинофестивале, а Ронит была номинирована на три награды «Офир» — как режиссёр, сценарист и исполнительница роли второго плана. В этом году она не сумела получить ни одной из них, но в 2007 году завоевала свой третий «Офир» как исполнительница главной роли в фильме «Визит оркестра»; в этой картине она играет одинокую израильтянку, владелицу закусочной, у которой завязываются романтические отношения со случайно попавшим в израильскую глубинку египтянином. Лента получила восемь премий «Офир» и выдвигалась от Израиля на «Оскар».
После второго фильма трилогии о Вивиан Амсалем, «Семь дней», действие которого разворачивается на фоне траура по умершему родственнику, Ронит Элькабец была снова номинирована на три премии «Офир» и опять не получила ни одной. Однако сам фильм получил главный приз Иерусалимского международного кинофестиваля. «Семь дней» укрепили её популярность во Франции, и на рубеже первого и второго десятилетий XXI века Элькабец снялась в ряде французских фильмов, включая «Девушку из электрички» Андре Тешине (где её партнёрами по площадке были Катрин Денёв и Мишель Блан) и «Прах и кровь» Фанни Ардан. В 2010 году она удостоилась премии канала France Culture в области кино.
В марте 2014 года Элькабец была произведена в кавалеры Ордена Почётного легиона. В 2014 году был выпущен завершающий фильм трилогии Ронит и Шломи Элькабецев — «Развод». Героиня трилогии, выданная замуж почти ребёнком, родившая мужу и вырастившая четырёх детей, в этой ленте борется за свою свободу, и его действие полностью проходит в разводном суде (см. Гет). Был организован специальный показ фильма в Кнессете с целью продемонстрировать израильским законодателям несправедливость религиозного бракоразводного процесса. Однако «Развод» не прямолинейно полемичен, и муж Вивиан, отказывающийся давать ей развод, не злодей, а несчастный человек, у которого почти ничего не осталось в жизни, что, однако, не мешает ему в полной мере использовать недостатки системы еврейского права, чтобы привязать жену к себе. Эта лента стала наиболее успешной в творческой карьере Ронит Элькабец: она завоевала главный приз Иерусалимского кинофестиваля и премию «Офир» как фильм года в Израиле, ряд наград на других кинофестивалях, была номинирована на «Оскар» и «Золотой глобус». Сама Ронит получила за роль в этом фильме номинацию на премию Азиатско-Тихоокеанской академии кино.
В 2015 году Ронит Элькабец часто появлялась на публике в разных париках, а на церемонии вручения «Золотых глобусов» — со стрижкой ёжиком. Она не акцентировала на этом внимания, но то, что она больна раком, не было и секретом. Элькабец умерла в апреле 2016 года, у неё остались муж, архитектор Авнер Яшар, и трёхлетние дети-близнецы. Она похоронена на тель-авивском кладбище Кирьят-Шауль. Её последним появлением на экранах стала роль премьер-министра Франции в антиутопическом мини-сериале «Трепалиум».

## Оценка творчества

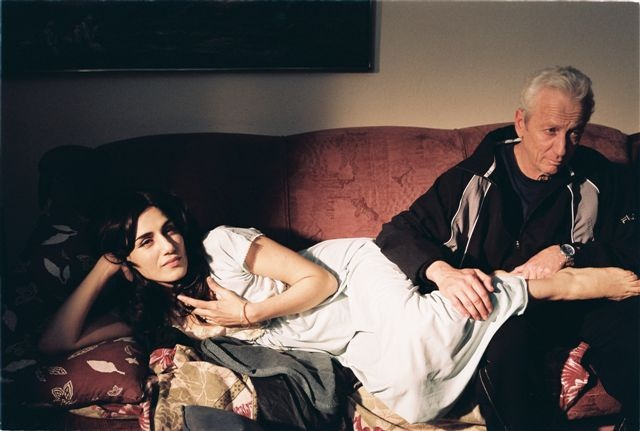
Ронит Элькабец в фильме «Яффа», 2009 год

Актёрские работы Ронит Элькабец удостаивались высоких оценок от кинокритиков. В 2008 году обозреватель газеты New York Times назвал её «израильской Мерил Стрип», а позже в этой же газете её сравнивали с Марией Каллас и Анной Маньяни; во Франции её рассматривали как преемницу Фанни Ардан, а во французской газете Le Monde после выхода на экраны «Семи дней» сравнивали её напряжённую, шокирующую зрителя игру с игрой Джины Роулендс в «Женщине под влиянием».
В некрологе в журнале Variety отмечается способность Элькабец к перевоплощению, слиянию с персонажем благодаря которой она сыграла такие разные роли, как растящая дочь проститутка в «Моём сокровище», нарциссистическая мать, равнодушная к проблемам своей семьи, в фильме 2009 года «Яффа», и одинокая владелица кафе в «Визите оркестра». В газете Jerusalem Post подчёркивалось её умение приковывать к себе внимание зрителя — эта способность доходила до того, что, стоило Элькабец появиться в кадре, как ни на кого другого уже не смотрели, даже если её персонаж в данной сцене не был главным. Министр культуры Франции Одри Азуле назвала Элькабец одной из самых блестящих фигур израильского кино, а критик Шарль Тессон, один из организаторов Каннского кинофестиваля — одной из главных причин богатства израильского кинематографа последних лет; обозреватель New York Times Манола Даргис после выхода фильма «Развод» называла её реальной претенденткой на «Оскар» за лучшую женскую роль. Президент Израиля Шимон Перес назвал Элькабец после её смерти «выдающимся культурным послом Государства Израиль».

## Фильмография

### Роли
| Год       |     | Русское название               | Оригинальное название | Роль                   |
| --------- | --- | ------------------------------ | --------------------- | ---------------------- |
| 1990      | ф   | Предназначенный                | המיועד                | Ошра                   |
| 1992      | ф   | Эдди Кинг                      | אדי קינג              |                        |
| 1994      | ф   | Дурной глаз                    | שחור                  | Пнина                  |
| 1994      | ф   | Шрам                           | צלקת                  |                        |
| 1996      | ф   | Слова                          | מילים                 |                        |
| 1997      | кор | Аэропорт имени Бен-Гуриона     | בן-גוריון             |                        |
| 2000      | с   | Флорентин                      | פלורנטין              | Николь                 |
| 2001      | ф   | Поздняя женитьба (фильм, 2001) | Поздняя женитьба      | חתונה מאוחרת / Иехудит |
| 2001      | ф   | Контролируемое происхождение   | Origine contrôlée     | Соня                   |
| 2003      | ф   | Фабула                         | עלילה                 | Ронит                  |
| 2004      | ф   | Моё сокровище                  | אור                   | Рути                   |
| 2004      | ф   | И взять себе жену              | ולקחת לך אישה         | Вивиан                 |
| 2006—2009 | с   | Недельная глава                | פרשת השבוע            | Элия Бен-Давид         |
| 2007      | ф   | Визит оркестра                 | ביקור התזמורת         | Дина                   |
| 2008      | ф   | Семь дней                      | שבעה                  | Вивиан                 |
| 2008      | кор | Идеальное место                | L'endroit idéal       | Барбара                |
| 2009      | ф   | Сион и его брат                | Zion et son frère     | Илана                  |
| 2009      | ф   | Девушка из электрички          | La Fille du RER       | Жудит                  |
| 2009      | ф   | Прах и кровь                   | Cendres et Sang       | Жудит                  |
| 2009      | ф   | Яффа                           | כלת הים               | Оснат (Оси) Вольф      |
| 2010      | ф   | Козёл отпущения                | Tête de turc          | Сибель, мать Боры      |
| 2010      | ф   | Свободные руки                 | Les Mains libres      | Барбара                |
| 2010      | ф   | Потоп                          | מבול                  | Мири Рошко             |
| 2011      | ф   | По тебе не видно               | לא רואים עליך         | Лили                   |
| 2011      | ф   | Свидетельство                  | עדות                  |                        |
| 2012      | мф  | Жирафа                         | Zarafa                | Бубулина               |
| 2014      | ф   | Развод                         | גט - המשפט של ויויאן  | Вивиан                 |
| 2015      | с   | Трепалиум                      | Trepalium             | Надя                   |

### Сценарист
- 1994 — Шрам
- 2004 — И взять себе жену
- 2008 — Семь дней
- 2004 — Развод

### Режиссёр
- 2004 — И взять себе жену
- 2008 — Семь дней
- 2004 — Развод

## Награды и номинации
Награды и номинации в основном приводятся по данным IMDb.
Награды
- 1994 — Премия Израильской академии кино в номинации «Главная женская роль» («Дурной глаз»)[13]
- 2001 — Премия Израильской академии кино («Офи́р») в номинации «Главная женская роль» («Поздняя женитьба»)
- 2001 — приз в номинации «Лучшая женская роль» Международного кинофестиваля в Салониках («Поздняя женитьба»)
- 2002 — приз в номинации «Лучшая женская роль» Буэнос-Айресского международного фестиваля независимого кино («Поздняя женитьба»)
- 2004 — приз Isvema и приз зрительских симпатий Венецианского кинофестиваля («И взять себе жену», совместно с Шломи Элькабецем)
- 2005 — премия FIPRESCI Международного женского кинофестиваля «Летающая метла» в Анкаре («И взять себе жену», совместно с Шломи Элькабецем)
- 2005 — приз в номинации «Лучшая женская роль» Монсского международного фестиваля фильмов о любви («Моё сокровище», совместно с Даной Ивги)
- 2007 — «Офир» в номинации «Главная женская роль» («Визит оркестра»)
- 2007 — приз в номинации «Лучшая женская роль» Иерусалимского международного кинофестиваля («Визит оркестра»)
- 2008 — приз Волджина Иерусалимского международного кинофестиваля («Семь дней», совместно с Шломи Элькабецем)
- 2010 — Prix France Culture Cinéma
- 2014 — «Офир» в номинации «Фильм года» («Развод», совместно с Шломи Элькабецем)[13]
- 2014 — приз Хаджаджа Иерусалимского международного кинофестиваля («Развод», совместно с Шломи Элькабецем)
- 2014 — «Серебряный Хьюго» в номинации «Лучший сценарий» Международного кинофестиваля в Чикаго («Развод», совместно с Шломи Элькабецем)
- 2014 — Гран-при кинофестиваля «Фильмы с юга» в Осло («Развод», совместно с Шломи Элькабецем)
- 2015 — Почётный доктор Еврейского университета в Иерусалиме[14]

Номинации
- 2004 — Премия Израильской академии кино («Офир» в номинации «Женская роль второго плана» («И взять себе жену»)
- 2008 — «Офир» в номинациях «Главная женская роль», «Лучший сценарий» и «Лучшая режиссура» («Семь дней»)
- 2010 — «Офир» в номинации «Главная женская роль» («Потоп»)
- 2014 — «Офир» в номинациях «Главная женская роль», «Лучший сценарий» и «Лучшая режиссура» («Развод»)
- 2014 — номинация на премию Азиатско-Тихоокеанской академии кино в номинации «Главная женская роль» («Развод»)